# Atla (Saare)
Atla est un village situé dans la commune de Saaremaa (jusqu'en octobre 2017 commune de Lääne-Saare) du comté de Saare en Estonie.
Au 31 décembre 2011, il comptait 10 habitants..